# 에후드 흐루쇼브스키
에후드 흐루쇼브스키(히브리어: אֵהוּד הְרוּשׁוֹבְסְקִי IPA: [eˈhud hruˈʃovsqi], 1959년~)는 이스라엘의 수리논리학자이다. 예루살렘 히브리 대학교의 수학 교수이다.

## 생애
1959년 태어났다. 아버지 베냐민 하르샤브(히브리어: בִּנְיָמִין הַרשָׁב, 1928~2005, 원래 성 "흐루쇼브스키"를 "하르샤브"로 개명)는 빌뉴스 태생의 예일 대학교와 텔아비브 대학교의 비교문학 교수이자 시인이었고, 어머니 레나 모제스흐루쇼브스키(히브리어: רנה מוזס־הרושובסקי, 영어: Rena Moses-Hrushovski, 1930~2007)는 독일 태생의 심리학자였다.
1986년 캘리포니아 대학교 버클리에서 박사 학위를 수여받았다. 이후 매사추세츠 공과대학교의 교수로 있다가, 1998년에 예루살렘 히브리 대학교의 교수가 되었다.

## 업적
흐루쇼브스키는 모형 이론, 특히 기하학적 모형 이론에서의 업적 및 대수기하학, 수론기하학 분야에서의 응용으로 유명하다. 흐루쇼브스키는 자신이 구축한 자리스키 기하학(Zariski geometry)을 이용하여 함수체 상의 모델 가설을 새롭게 증명하였다. 2007년부터 미국 예술 과학 아카데미의 회원이 되었으며, 2008년부터는 이스라엘 과학 및 인문학 아카데미(Israel Academy of Sciences and Humanities)의 회원이 되었다.